# Ladfallsflyet
Ladfallsflyet är en sjö i Ludvika kommun i Dalarna och ingår i Göta älvs huvudavrinningsområde. Sjöns area är 0,0062 kvadratkilometer och den är belägen 301 meter över havet.